# Bataille de Secessionville
Guerre de Sécession
Batailles
- Fort Sumter
- USS St. Lawrence
- Head of Passes
- Santa Rosa Island
- Port Royal

- Fort Pulaski
- 1er Pocotaligo
- Secessionville
- Simmon's Bluff
- Tampa
- St. Johns Bluff
- 2e Pocotaligo

- 1er Fort McAllister
- Wassaw Sound
- USS New Ironsides
- Fort Brooke

- Gainesville
- Olustee
- USS Housatonic
- Bataille de Mobile Bay
- Vernon

Natural Bridge
La bataille de Secessionville (ou la première bataille de James Island) s'est déroulée le 16 juin 1862, durant la guerre de Sécession. Les forces confédérées battent les forces de l'Union, lors de l'unique tentative de capturer Charleston (Caroline du Sud), par la terre.

## Bataille
Au début de juin 1862, le major général de l'Union David Hunter déplace par transport vers James Island, les divisions de l'Union des brigadiers généraux Horation G. Wright et Isaac I. Stevens et les placent sous le commandement du brigadier général Henry Benham, où ils se retranchent à Grimball's Landing près du flanc sud des défenses confédérées. Benham débarque 6 500 hommes du 3rd New Hampshire, du 8th Michigan, du 7th Connecticut, du 28th Massachusetts, et du 79th New York « Highlanders » à l'extrémité sud-est de James Island, et marche sur Charleston. Le brigadier général confédéré Nathan « Shanks » Evans, qui a reçu le commandement des 3 000 confédérés qui défendent James Island le 14 juin 1862, n'a pratiquement pas le temps d'évaluer ses forces. Vers 4 heures 30 du matin, le 16 juin 1862, les troupes nordistes attaquent le fort confédéré à Secessionville où le colonel T. G. Lamar commande environ 500 hommes avec un nombre important de canons lourds d'artillerie et un bon champ de tir. Après une intense bataille, les défenseurs du fort, qui ont été renforcés par environ 1 000 hommes en provenance d'unités confédérées à proximité s'imposent.

## Conséquences
Les troupes de l'Union subissent 683 pertes (107 morts), à comparer avec les 204 pertes subies par les confédérés (52 morts). Bien qu'il s'agisse une bataille mineure, elle est utilisée en tant que propagande importante, accroissant le moral, particulièrement à Charleston, et occultant les récentes pertes confédérées sur le théâtre occidental.
Bien que le nombre de soldats impliqués soient faibles, les enjeux sont importants. Benham a agi contre les ordres en tentant de capturer James Island, il compare en cour martiale après la défaite. L'Union poursuit sa tentative pour affamer la population et capturer Charleston pendant le reste de la guerre. S'ils avaient réussi la prise le « fort Lamar » à Secessionville, ils auraient contrôlé le port.